# 錦糸駅
錦糸駅（クムサえき）は、大韓民国釜山広域市金井区にある釜山交通公社4号線の駅である。駅番号は408。

## 駅構造
島式ホーム1面2線の地下駅。フルスクリーンタイプのホームドアが設置されている。出入口は4箇所に設けられている。

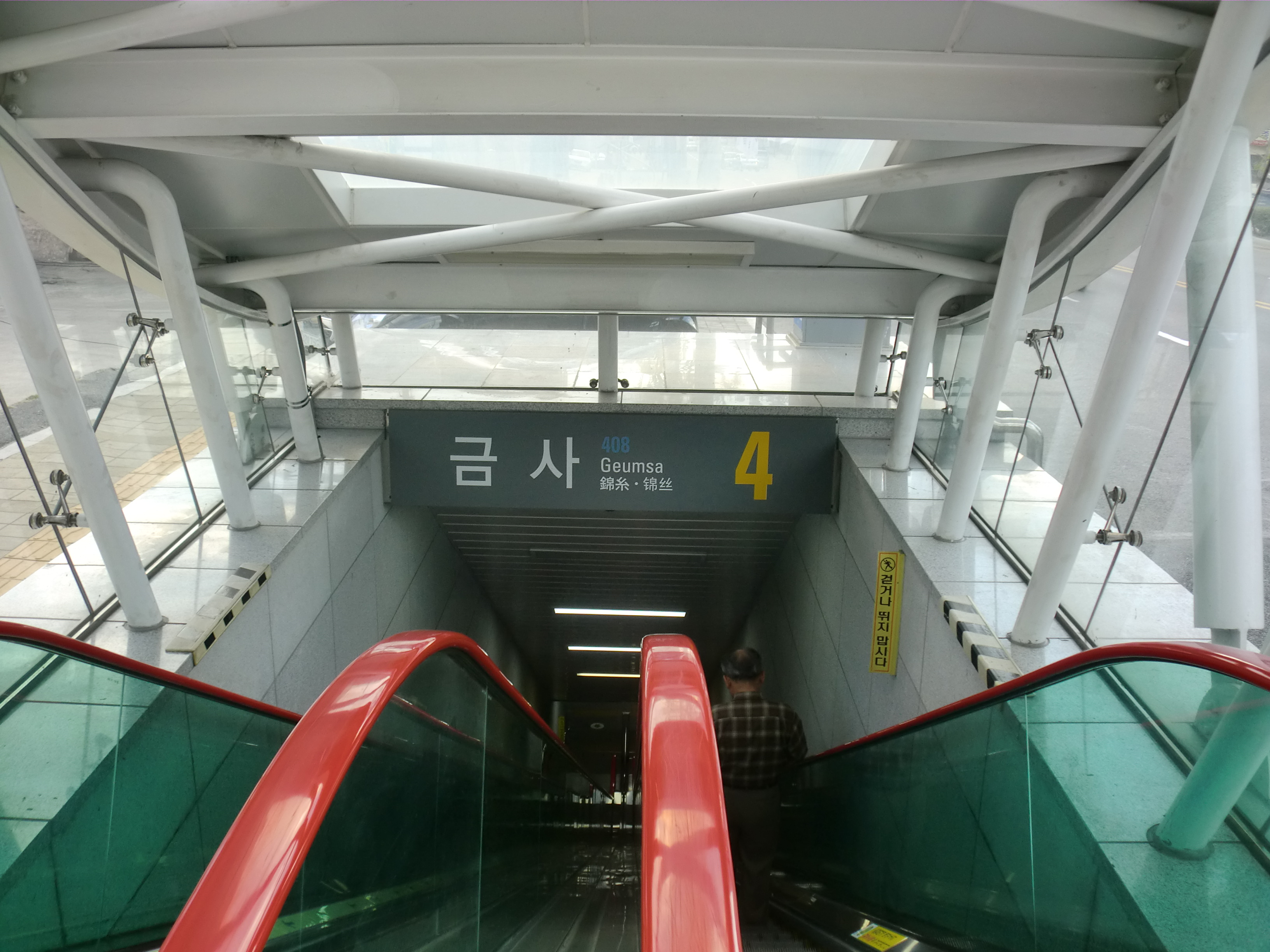
4番出入口（2014年10月）
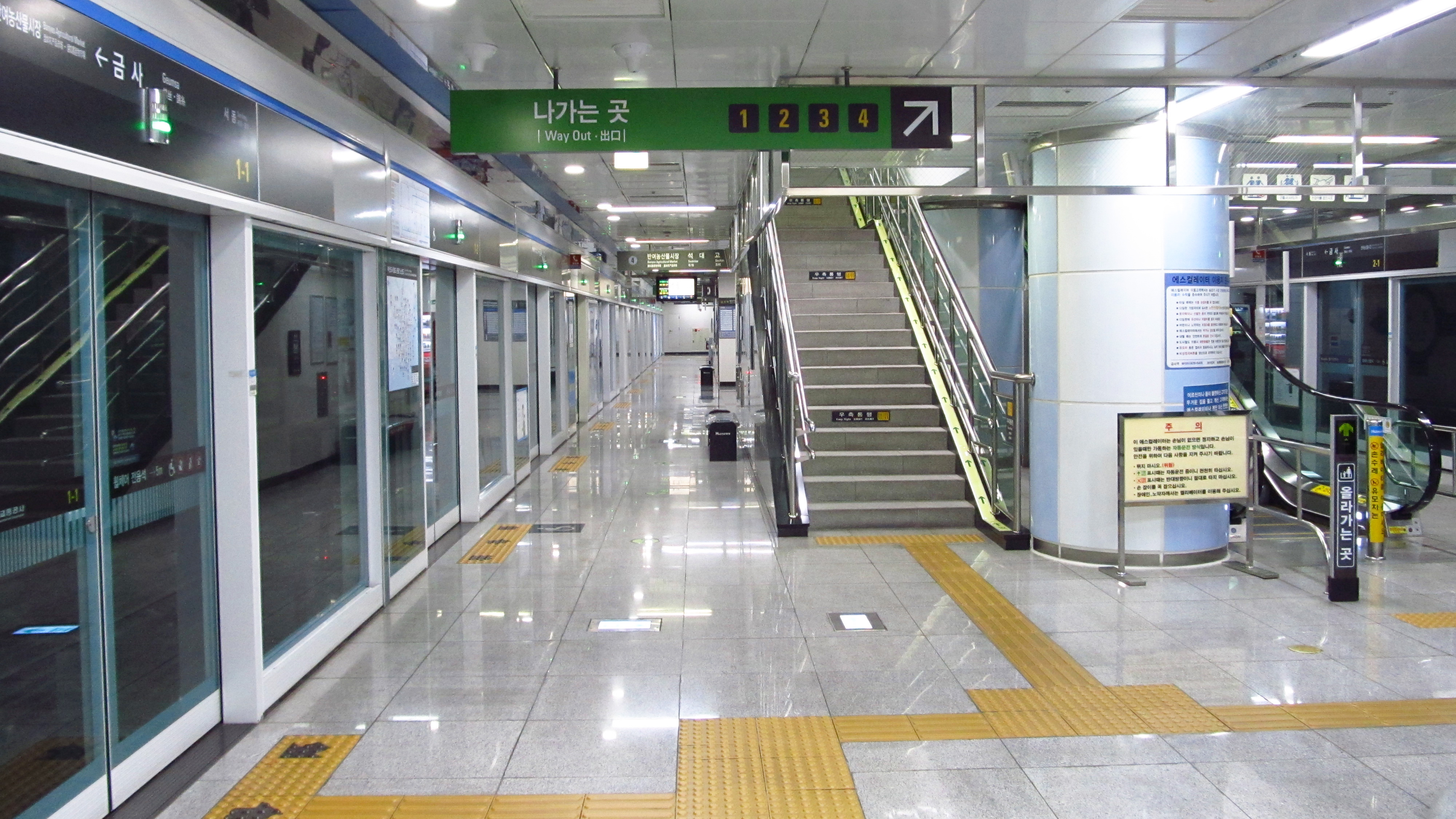
ホーム（2018年4月）
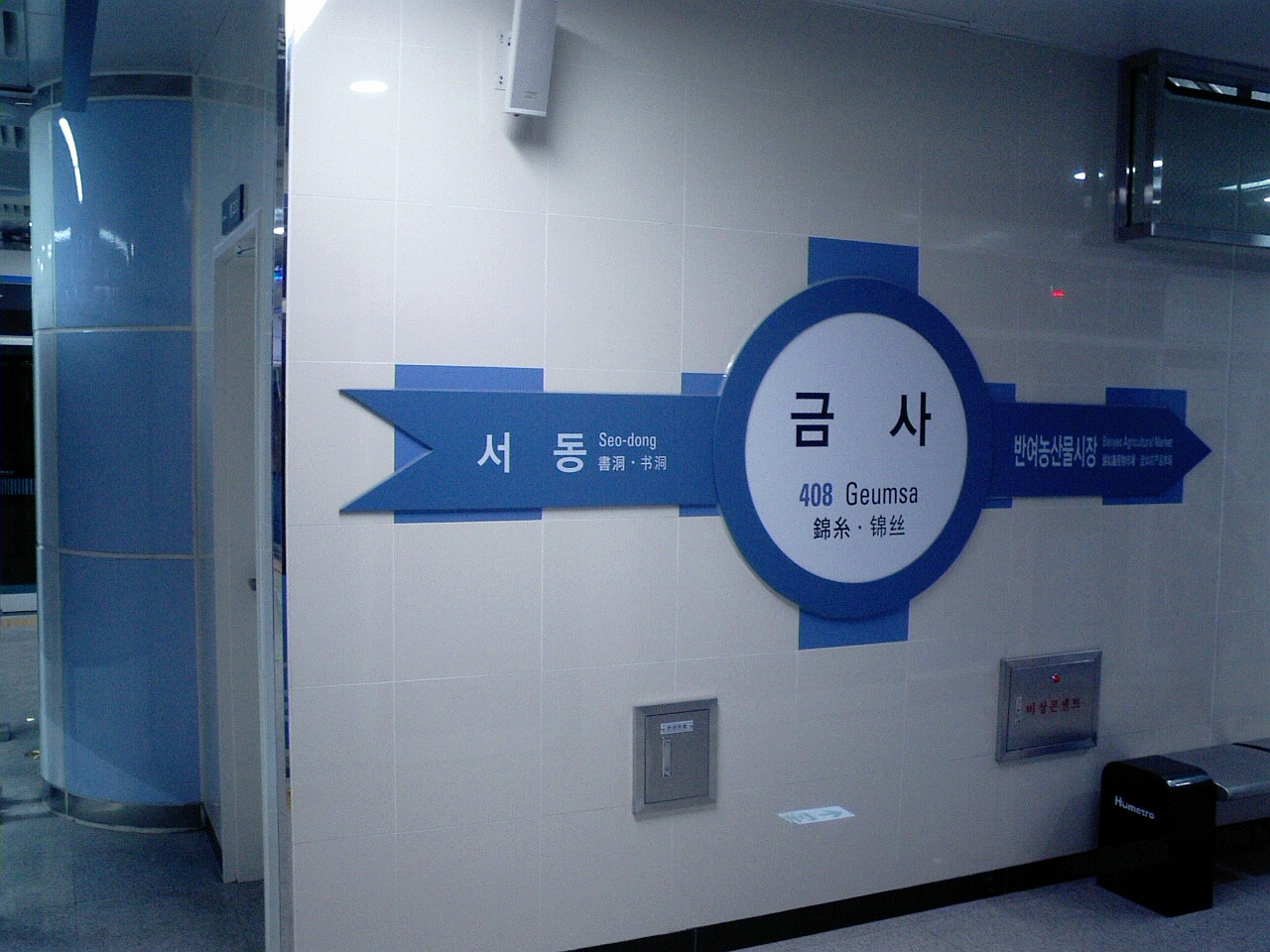
駅名標

### のりば
| 上り | 4号線 | 美南方面 |
| 下り | 4号線 | 安平方面 |

## 歴史
- 2011年3月30日 - 開業[1]。

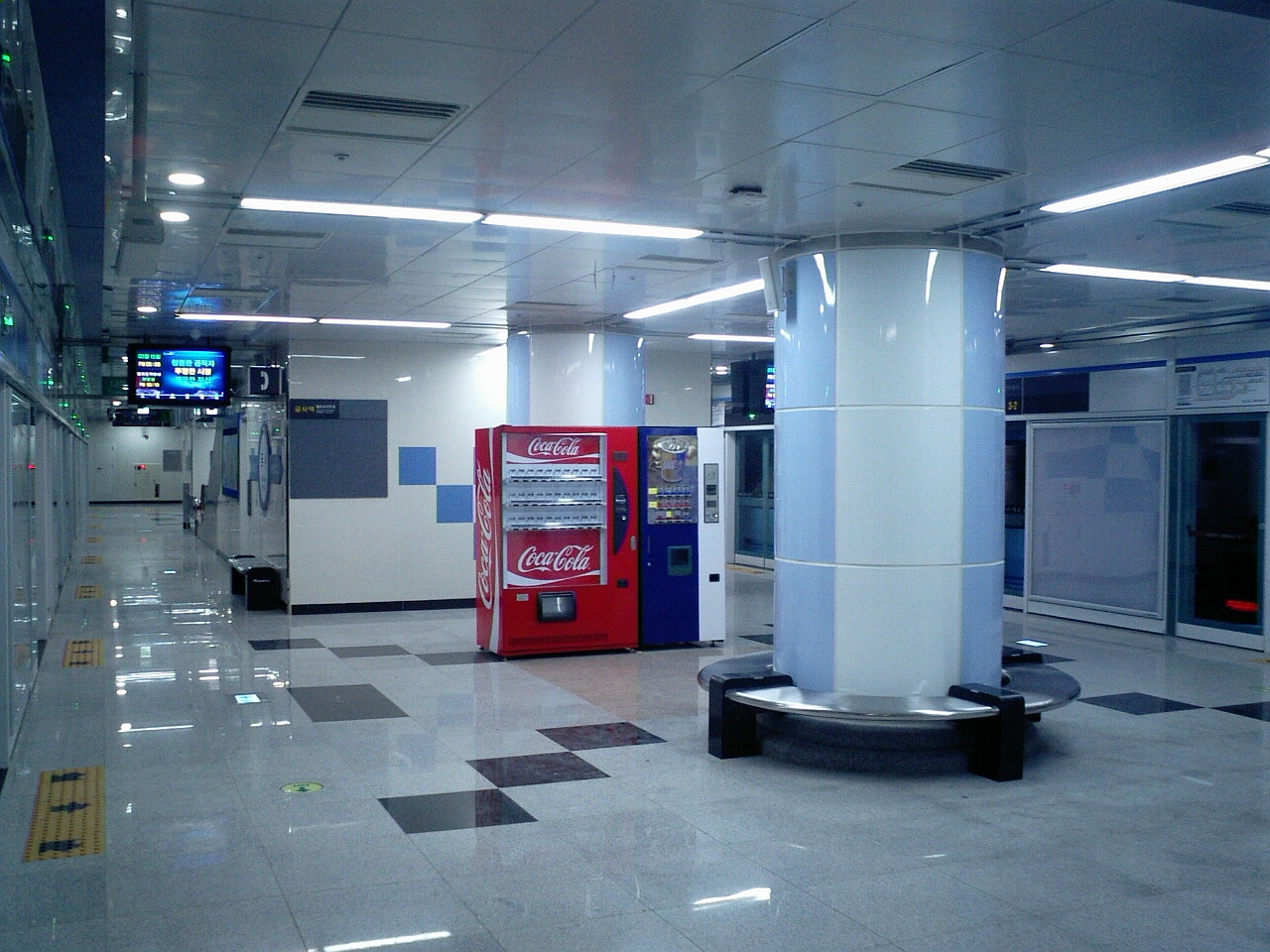
開業前の駅構内（2011年3月15日）

## 駅周辺
- 錦糸療養所
- 盤如4洞行政福祉センター
- 金井総合社会福祉館

## 隣の駅
釜山交通公社
 4号線 
書洞駅 (407) - 錦糸駅 (408) - 盤如農産物市場駅 (409)